# Дискография на „Ъпсурт“
„Ъпсурт“ е българска хип-хоп група, създадена в началото на 1996 година от
Ицо Хазарта, Бат Венци, Буч и Ицо Панчев (Шлеви Долния), които са приятели от детска възраст.
Групата използва софийския диалект за текстовете на песните си. Има пет издадени албума – Боздуган, Чекай малко, PopFolk, Quattro и Ъпсурт – Live. Имат също и една песен която не е в албум - Като Цяло.

## Боздуган (1999)
Най-големият хит от албума е песента „Нон-стоп“. Първата партида на албума е само на MC носители, като към 2006–2007 може да се намери и на CD носител.
- Интро
- Нон-стоп
- Здраво дръж или пусни
- Скит
- Неделя сутрин
- Боздуган
- Сърцебиене
- Скит
- Чук-чук
- Хвани ме за тръбата
- Скит
- Жена от ШаоЛин
- Цвят зелен

## Чекай малко (2001)
- Интро
- Ако (с Ball Face)
- Аконкагуа
- Обичам майка ти
- Бай хуй
- Мариана
- Джон
- Кълчи кълки
- КК2
- Чекай малко (с Васил Найденов)
- Бири, бири
- Отца Тодора 1
- Светещи жилетки
- Отца Тодора 2
- Нон-стоп (1998)
- Инструментал
- Федерацията

## PopFolk (2003)
- PopFolk
- Морето
- Жената на шефа
- Искам твойто тяло
- Free Style
- Психопат
- Мама
- ППП
- Пунта (с Ball Face и Лора)
- Гангстери
- Виолет Щърбата
- Жената на шефа – инструментал

## Quattro (2005)
Quattro е четвъртият по ред албум на Ъпсурт. Първият му сингъл „3 в 1 (неочаквано добра комбинация)“ е с участието на Галя от КариZма и TV водещия Милен Цветков. Песента става хит в началото на лятото през 2005 г. Хитови песни през същата година стават „Колега“ и „Пияни“. Гост изпълнители в албума са: Галя от КариZма, Я Я – Роянов, Белослава, Дичо, Лора Караджова и Славе (Ballface). В албума е и авторската песен на Боби Турбото „Три синджира Боби“ и сингълът, който трябваше да намери място в последния албум на Ballface – „Не питай защо“. Тези два сингъла са включени в албума, за да подпомогнат развитието на българския рап. Продуценти на албума са Free Agents и NESCAFE 3in1. Песните са 8, като само 5 са нови.
- Интро
- 3 в 1 – неочаквано добра комбинация
- Цуцка (skit)
- Пияни
- И твойта майка също (с Белослава)
- Колега
- Оле (skit)
- Стига фира с участието на Лора Караджова
- Skit 1
- Боби Турбото – 3 синджира Боби
- Сатира (с Дичо)
- Skit 2
- Ball Face, Миро Гечев и Ицо Хазарта – Не питай защо

## Ъпсурт – Live (2006)
- Дай ма како
- Таодос
- Бай хуй
- Обичам майка ти
- Психопат
- Сатира
- Мама
- PopFolk
- Чекай малко
- Кълчи кълки
- Пияни
- Ако
- Пунта
- Не питай защо
- Искам твойто тяло
- Нон стоп
- И твойта майка също
- Колега
- 3 в 1 (неочаквано добра комбинация)

## Ъпсурт – Като цяло (2024)
- Като цяло